# Rustavi Steelers 2019
Questa voce raccoglie le informazioni riguardanti i Rustavi Steelers nelle competizioni ufficiali della stagione 2019.

## Campionato georgiano di football americano 2019

### Stagione regolare
| Rustavi 17 marzo 2019, ore 15:00 | Rustavi Steelers | 21 – 22 | Sokhumi Warriors |  |

| Ganarjiis Mukhuri 14 aprile 2019 | Western Bad Boys Zugdidi | 0 – 82 | Rustavi Steelers |  |

| 16 novembre 2019 | Sokhumi Warriors | 0 – 28 | Rustavi Steelers |  |

| 30 novembre 2019 | Rustavi Steelers | ? – ? | Western Bad Boys Zugdidi |  |

### Playoff
| 8 dicembre 2019 | Rustavi Steelers | 34 – 0 | AFC Tbilisi |  |

| Tbilisi 22 dicembre 2019, ore 17:00 | Tbilisi Crusaders | 10 – 12 | Rustavi Steelers |  |

## Statistiche di squadra
| Competizione      | %Vittorie | In casa | In casa | In casa | In casa | In casa | In casa | In trasferta | In trasferta | In trasferta | In trasferta | In trasferta | In trasferta | Totale | Totale | Totale | Totale | Totale | Totale |
| Competizione      | %Vittorie | G       | V       | N       | P       | Pf      | Ps      | G            | V            | N            | P            | Pf           | Ps           | G      | V      | N      | P      | Pf     | Ps     |
| ----------------- | --------- | ------- | ------- | ------- | ------- | ------- | ------- | ------------ | ------------ | ------------ | ------------ | ------------ | ------------ | ------ | ------ | ------ | ------ | ------ | ------ |
| Stagione regolare | .667      | 2       | 0+?     | 0+?     | 1+?     | 21+?    | 22+?    | 2            | 2            | 0            | 0            | 110          | 0            | 4      | 2+?    | 0+?    | 1+?    | 131+?  | 22+?   |
| Playoff           | 1.000     | 1       | 1       | 0       | 0       | 34      | 0       | 1            | 1            | 0            | 0            | 12           | 10           | 2      | 2      | 0      | 0      | 46     | 10     |
| Totale            | .800      | 3       | 1+?     | 0+?     | 1+?     | 55+?    | 22+?    | 3            | 3            | 0            | 0            | 122          | 10           | 6      | 4+?    | 0+?    | 1+?    | 177+?  | 32+?   |